# Líbano en los Juegos Olímpicos de Grenoble 1968
Líbano estuvo representado en los Juegos Olímpicos de Grenoble 1968 por tres deportistas masculinos que compitieron en esquí alpino.
El equipo olímpico libanés no obtuvo ninguna medalla en estos Juegos.